# シャンティ国際ボランティア会
公益社団法人シャンティ国際ボランティア会（シャンティこくさいボランティアかい、英字: Shanti Volunteer Association 略称: SVA）は、1981年に創立された日本の仏教組織で、国際開発NGOに分類される。2011年公益社団法人認可された。ベトナムを除くインドシナ仏教地域を中心とするアジアの教育・文化支援事業、および日本国内を含めたアジア各地で災害救援事業を行う。シャンティはサンスクリット語で、「平和、寂静」の意。

## 概要
- 活動地域

カンボジア、ラオス、アフガニスタン、ネパール、ミャンマー、ミャンマー・カレン州、タイ・ミャンマー(ビルマ)難民キャンプ、そして日本の6カ国8地域。東京事務所を本部として、各国・地域にナショナルスタッフを擁する現地事務所を置いて活動。
また日本国内を含めたアジア地域での災害救援活動も行う。2013年1月以降は東日本大震災復興支援のため、岩手県釜石市、宮城県気仙沼市と山元町の3ヵ所に事務所を置く。2018年末までに3事務所の機能は東京事務所に統合され、閉所。https://sva.or.jp/wp/?news=31498
- 海外事業(支援対象地域での活動)

図書館・移動図書館運営、絵本・紙芝居出版、学校建設、教員研修、奨学金事業、学生寮、スラム教育支援、文化支援、災害救援・復興活動など。
- 国内事業(市民参加可能な支援活動)

寄付および募金。その他、絵本を届ける運動、クラフトエイドでのフェアトレード製品販売、もので寄付するプロジェクト、報告会、チャリティ寄席、東京事務所でのボランティアなど。
- 職員（2020年4月時点） 164人（日本人：49人、現地職員115人）
- 会員（2019年12月時点）

会員合計：1,608
社員会員：273（個人227、団体46）
賛助会員：1,335（個人1,147、団体188）

## 理念
シャンティの使命(ミッション)
- 人間の尊厳と多様性を尊び、「共に生き、共に学ぶ」ことのできる平和（シャンティ）な社会を実現します。

シャンティが目指す姿(ヴィジョン)
- 人びとの考える力、創造する力を支え、共に社会や生活の問題を解決していくNGOとなります。

シャンティの基本姿勢(ヴァリュー)
- 1.苦難の中にいる人々と、痛み、悲しみ、喜びを分かちあい、共に歩みます。
- 2.地域の伝統的な文化を重視し、民族、宗教、言語の違いを尊重します。
- 3.人々が自ら気づき、行動し、自立へと向かう開発を重視します。
- 4.互いに支えあい、高めあうための触媒としての役割を果たします。

## 沿革
- 1980年 松永然道 初代会長、有馬実成 初代事務局長らが前身の曹洞宗東南アジア難民救済会議(Japan Sotoshu Relief Committee 略称: JSRC)設立。カンボジア難民支援として図書館活動を開始。タイ事務所（バンコク）開設。
- 1981年 JSRCのボランティアらにより曹洞宗ボランティア会(Sotoshu Volunteer Association 略称: SVA)が結成される。
- 1983年 カンボジア難民への「慈愛の衣類を贈る運動」、日本各地で展開。
- 1984年 初の開発事業がタイ・スリン県バーンサワイ村で始まる。
- 1985年 タイのラオス難民キャンプで印刷活動[2]開始。タイのチェンカーンとバンコクにあるスワンプルースラムで図書館活動開始。「クラフト・エイド」開 始。
- 1987年 スタッフ秦辰也、ドゥアン・プラティープ財団理事長のプラティープ・ウンソンタムと結婚。
- 1989年 タイ・バンコクのクロントイスラムに職業訓練センター開設。
- 1991年 カンボジア事務所（プノンペン 手束耕治所長）開設。タイに現地法人シーカー・アジア財団を設立。
- 1992年 ラオス事務所（ヴィエンチャン 吉川健治所長）開設。「曹洞宗国際ボランティア会」と改称[3]。
- 1993年 アーユス仏教国際協力ネットワーク創立に際して協力、以降は役員参加等により資金協力ほかを得る [4]
- 1999年 外務省所管「社団法人シャンティ国際ボランティア会」へ改組。「絵本を届ける運動」開始。
- 2000年 ミャンマー（ビルマ）難民キャンプ事務所開設。
- 2000年 プラティープ・ウンソンタム・秦[5]、タイ国会議員(上院)となる。
- 2000年 有馬実成逝去 (2000年9月18日）
- 2001年 「リサイクル・ブック・エイド（現「もので寄付するプロジェクト」）」開始。
- 2003年 アフガニスタン事務所（ジャララバード）開設。
- 2005年 愛・地球博「地球市民村」へ参加。「アジアの図書館サポーター」開始。
- 2008年 スタッフ澤田隆史逝去 (2008年11月20日) [6]
- 2011年 「公益社団法人シャンティ国際ボランティア会」となる。気仙沼事務所、岩手事務所開設。アジア地域での学校舎建設数が累計300棟に。
- 2012年 アジア地域へ届けた絵本が累計80万冊に。宮城県山元事務所開設。
- 2013年 ミャンマーの情報省とMOU(了解覚書)を締結 NGOとして初めて。情報省と共同事業実施へ。
- 2013年 ファーストリテイリンググループ、株式会社ユニクロとノバク・ジョコビッチ氏らによるClothes for Smilesファンドの5億円分から融資を受け、カンボジアにて図書館プロジェクト開始 (2013年9月) [7][8]
- 2015年 シーカー・アジア財団現地自立化
- 2016年 ネパール事務所開設
- 2019年 ミャンマー国境支援事業事務所開設
- 2022年 全日本仏教尼僧法団と合併[9]
- 2024年 能登半島地震 (2024年)発生に際し、輪島市門前町にてボランティア間の調整を行う[10]

### 受賞歴等
- 1984年 正力松太郎賞
- 1985年 ソロプチミスト日本財団賞
- 1988年 外務大臣賞
- 1994年 毎日国際交流賞
- 2004年 防災担当大臣
- 2005年 兵庫県知事感謝状
- 2008年 アジア太平洋文化賞
- 2011年 宮城県社会福祉協議会感謝状
- 2013年 ラオス人民民主共和国政府より友好勲章を受章
- 2015年 ESD岡山アワード グローバル賞
- 2019年 スポーツ庁長官感謝状

## 事業実績

### 絵本（本）・図書館活動関係
絵本をとおしてアジア地域の識字率向上、初等教育の普及を目指し、図書館・移動図書館の活動に力を入れている。また現地の図書館員、行政の関係者に向け本の管理、図書室の運営、おはなし、折り紙など子どもたちの心を引きつける技術を伝える研修会も多数行う。
カンボジア難民キャンプ（1981年-1992年）
- 支援したキャンプ図書館：2館
- 発行した図書：約1,000タイトル、約100万冊

カンボジア（1985年-）
- 図書館活動を普及した小学校：約700校
- 出版した図書：絵本103タイトル、紙芝居40タイトル
- 支援したコミュニティ図書館：8館
- スラム地域での移動図書館活動

タイ（1984年-2010年）
- 支援したコミュニティ図書館：9館
- 図書館活動を普及した保育園：約180園
- 図書館活動を普及した小学校：約50校
- コミュニティ図書館8館の年間利用者：9万4,316人（2009年度）
- 移動図書館活動受益者：5,381人（2009年度）
- 図書館活動研修参加者：219人（2009年度）

ラオス難民キャンプ（1991年-2010年）
- 支援したキャンプ図書館：1館
- 収集したモンの民話：300話
- 発行した図書：約500タイトル

ラオス（1992年-）
- 配布した図書箱・図書袋：1,400以上の小学校に1,947箱・袋を配布
- 出版した図書：絵本50タイトル、紙芝居9タイトル
- 支援した公共図書館：8館
- 支援した子ども図書館：7館

ミャンマー（ビルマ）難民キャンプ（2000年-）
- 運営するキャンプ図書館：22館
- キャンプ図書館年間利用者：61万人（2009年度）
- 出版した図書：絵本48タイトル、紙芝居5タイトル（共にカレン語版とビルマ語版を出版）

アフガニスタン（2003年-）
- 図書館活動を普及した小学校：約43校
- 出版した図書：絵本54タイトル、紙芝居12タイトル（共にパシュトン語版とダリ語版を出版）
- 支援した子ども図書館：1館（2010年度年間利用者51,065人）

### 図書館活動関係以外
各支援地域にて、絵本出版や図書館事業、図書館員に向けての研修会以外にも、学校建設や奨学金事業、学生寮の支援、文化事業、自立支援など、またその為の研修会などを多く行っている。

### 主な緊急支援活動
- 1993年 奥尻島地震(北海道南西沖地震)
- 1995年 阪神・淡路大震災
- 1997年 北朝鮮食糧危機
- 1999年 トルコ大地震、台湾大地震
- 2001年 インド西部地震、アフガニスタン難民支援
- 2003年 イラン南西部大地震
- 2004年 兵庫県豊岡市台風23号水害、新潟県中越地震、スマトラ沖地震
- 2005年 三宅島島民帰島支援、新潟中越沖地震、バングラデシュサイクロン
- 2008年  ミャンマー（ビルマ）サイクロン、中国四川大地震
- 2009年 スマトラ沖地震
- 2010年 パキスタン洪水
- 2011年 東日本大震災
- 2013年 フィリピン台風ハイエン 被災者支援
- 2015年 ネパール地震、平成27年9月関東・東北豪雨
- 2016年  熊本・大分地震
- 2017年  九州北部豪雨
- 2018年  平成30年7月豪雨
- 2018年  インドネシア・スラウェシ島地震
- 2019年  九州北部豪雨、令和元年台風19号
- 2020年  令和2年7月豪雨

### 主要実績
タイ
- 奨学金事業：奨学金支給。
- 学生寮維持管理運営事業：学生寮の自主運営化を進める活動。

カンボジア
- ドリームスクール事業：学校建設10棟。小学校図書館建設5棟。学校の維持・運営の為の研修会など多数実施。
- 文化事業：伝統文化保護の為の研修会など多数実施。

ラオス
- 学校教育支援事業：小学校校建設3棟。
- 研修事業：幼児教育研修会などを実施。

ミャンマー（ビルマ）難民キャンプ
- 伝統文化活動：「難民子ども文化祭」を18民族が参加し4ヶ所の難民キャンプで実施。

アフガニスタン
- 学校建設事業：小学校建設

## 国内(市民参加)事業
SVA国内事業として一般の活動・支援参加が募られるものは次の通りである。
なお、曹洞宗関係者の参加は、待遇その他において特に優遇される。

### キャンペーン等
絵本を届ける運動
- 本が不足している国や地域へ、日本で出版されている絵本に現地語の訳文を貼って届ける運動。1999年から2019年までにのべ330,316冊（36社・268タイトル）の絵本がアジア各地へ届けられている。

アジアの図書館サポーター
- 月々2,000円で支援地域の活動サポートをする。

クラフト・エイド
- アジアの女性が手仕事で作ったものを展開するフェアトレード事業です。収益の一部は現地の子どもの教育支援活動に使われます。商品は通販カタログや、オンラインストアで購入できます。

もので寄付するプロジェクト
- 読み終えた本やCD、DVD、ゲームソフトの寄付。換金され活動・運営に役立てられる。（協力：ブックオフコーポレーション株式会社、株式会社バリューブックス）

チャリティ寄席
- 協力団体や有志の元へ落語家などを紹介し、寄席を開催。その際、集まった方々へ募金を呼びかける。（協力：公益社団法人落語芸術協会）

災害救援復興募金
- 国内を含めたアジア地域での災害救援活動への募金。

アジア子ども募金
- 活動全体を支える募金。

指定募金
- 人材育成、絵本出版、学校建設など事業を指定し募金することができる。

### 収益事業
主な収益事業。
クラフトエイド
手工芸品等販売。前項参照
出版物等販売
受託販売等ふくむ
不動産関連等

## 参考資料

### 論文等
- 鎌倉幸子, 「タイのミャンマー難民キャンプにおける図書館のいま」 - カレントアウェアネス-E No.230 2013.01.24  E1384 - 国会図書館

### 関連書籍
- 安井清子,「ラオス 山の村に図書館ができた」,福音館書店 2015/1/15
- 鎌倉幸子, 「走れ!移動図書館 - 本でよりそう復興支援」, ちくまプリマー新書 / 筑摩書房 2014.1.
- 渡辺有理子 (作), 小渕もも (絵),「希望への扉　リロダ」, アリス館 2012.11.
- ソムトン・ローブリアヤオ (監修), 「ラオスのモンの民話」, 日本語訳・解説・イラスト 安井清子, モン語書き起こし ワンサイ・ワン, 物語のさしえ ワンサイ・ワン, フー・リー
- ソムトン・ローブリアヤオ (監修), 「ラオスの山からやってきた　-モンの民話-」新改訂版, 安井清子訳・解説・イラスト, モン語書き起こし ワンサイ・ワン, 物語のさしえ ワンサイ・ワン, フー・リー, デインデイガル・ベル 2012.8.
- シャンティ国際ボランティア会 (編), 「図書館は、国境をこえる -国際協力NGO30年の軌跡-」, 教育史料出版会 2011.4.
- 大菅俊幸, 「泥の菩薩 -NGOに生きた仏教者、有馬実成-」, 大法輪閣 2006.3.
- 渡辺有理子, 「図書館への道-ビルマ難民キャンプでの1095日」, すずき出版 2006.2.
- 秦辰也, 「タイ都市スラムの参加型まちづくり研究-こどもと住民による持続可能な居住環境改善策」, 明石書店 2005.9.
- 市川斉, 「ハジババと1000頭のロバ-震災・神戸からアフガニスタンへ-」, 筒井書房 2003.4.
- 有馬実成, 「地球寂静 -ボランティアが未来を変えるNGOは世界を変える-」, アカデミア出版会 2003.
- 秦辰也, 「ボランティアの考え方」」岩波ジュニア新書 / 岩波書店 1999.6.
- 秦辰也 / プラティープ・ウンソンタム・秦 (共著),「体験するアジア-ボランティア夫婦の日本・タイ共生論」, 明石書店 1997.11.
- 八木沢克昌, 「アジア熱き希望の大地-国際ボランティアからのメッセージ」」, 悠々社 1996.5.
- スミット・ヘーマサトン / アキン・ラピーパット (共著), 「アジアにかかる虹」 野中耕一編訳 , 大同生命国際文化基金 / 勁草書房 1987.2.